# Driedorp
Driedorp est un hameau situé dans la commune néerlandaise de Nijkerk, dans la province de Gueldre.